# Borcea (Călărași)
Pour les articles homonymes, voir Borcea.
Borcea est une commune roumaine située dans le județ de Călărași.